# هيئة المساحة الجيولوجية بمينيسوتا
هيئة المساحة الجيولوجية بمينيسوتا هي وحدة بمدرسة نيوتن هوراس وينشل لعلوم الأرض في جامعة مينيسوتا. تجري هيئة المساحة تخطيطًا ميدانيًا، وبحوثًا أساسية وتطبيقية، وتنشر المؤلفات العلمية والشعبية، وتعمل من أجل تحقيق هدف التعليم العلمي من خلال توفير برامج التوعية في مجال علوم وتكنولوجيا الأرض في ولاية مينيسوتا.

## وصلات خارجية
- Minnesota Geological Survey